# تمزق الرحم
تمزق الرحم هو حدث كارثي محتمل أثناء الولادة عن طريق اختراق الجدار العضلي للرحم. في تمزق غير مكتمل، الصفاق لا يزال سليم. مع تمزق كامل لمحتويات الرحم قد تمتد إلى داخل التجويف البريتوني أو الرباط العريض. وتمزق الرحم هو حالة تهدد حياة الأم والطفل.
يحدث تمزق الرحم خلال الولادة النشطة عادة، ويتطور أيضا خلال المراحل الأخيرة من الحمل.
تفزر الرحم مماثل ولكن بشرط، يتضمن طبقات، ونزيف، ومخاطر أقل.

## عوامل الخطر والأسباب
ندبة الرحم من العملية القيصرية السابقة هي عامل الخطر الأكثر شيوعا. (إجمالا 52 ٪ من ندبات القيصرية السابقة.) أشكال أخرى من جراحة الرحم حيث تؤدي الي شقوق كامل سميك (مثل استئصال الورم العضلي)، عمل المختل وظيفيا، وزيادة شغل الأوكسيتوسين أو البروستاجلاندين، والنسبة العاليه، أيضا مهدت الطريق ل تمزق الرحم. في عام 2006، وهي حالة نادرة للغاية من تمزق الرحم للحمل مع عدم وجود عوامل خطر أخرى.

## العرض
أعراض تمزق الرحم في البداية خفية تماما. ندبة القيصرية قد تؤدي الي فرز الرحم. مع الولادة أيضا، المرأة قد تعاني من آلام في البطن ونزيف مهبلي، على الرغم من هذه العلامات الطبيعية التي يصعب تفريقها خلال الولادة. في كثير من الأحيان، تؤدي إلى تدهور معدل ضربات قلب الجنين وهي العلامة الأولي، ولكن العلامة الرئيسيه لتمزق الرحم هو فقدان وضع الجنين في اختبار المهبل اليدوي. نزيف داخل البطن يمكن أن يؤدي إلى نزيف شديد الدم ثم الموت.
على الرغم من أن وفيات الأمهات المرتبطة بها الآن هي أقل من 1%، ومعدل وفيات الجنين ما بين 2% , 6%عندما يحدث تمزق في المستشفى.
تمزق الرحم أثناء الحمل قد يسبب الحمل الحي داخل البطن. وهذا هو ما يفسر الحمل في البطن لمعظم المواليد.

## العلاج
يشار إلى عمليات البطن الاستكشافية مع الولادة القيصرية الطارئة مع وجود السوائل ونقل الدم لعلاج تمزق الرحم. اعتمادا على طبيعة التمزق وحالة المريض، يتم إما إصلاح الرحم أو إزالة (استئصال الرحم القيصرية). التأخير في العلاج لتحديد كل من أماكن الام والطفل، يزيد من الخطر.

## علامات وأعراض
- آلام في البطن. الألم قد لا يكون شديد؛ لكن يحدث فجأة في قمة الانكماش. المرأة تصف شعور كـ «مهد الطريق» أو «ممزق».
- ألم في الصدر، ألم يحدث بين الكتف، أو إيحاء للألم وذلك بسبب تهيج الحجاب الحاجز في دم المرأة.
- نقص حجم الدم الشديد، التي يسببها انخفاض ضغط الدم، عدم انتظام دقات القلب، سرعة التنفس، شحوب الجلد، وبرودته ورطوبته، والقلق. انخفاض ضغط الدم غالبا ما يكون علامة للنزيف.
- العلامات المرتبطة بالأوكسجين للجنين، مثل قلة الحركة في توقيت متأخر، انخفاض الحركة، عدم انتظام دقات القلب، وبطء القلب.
- انعدام أصوات قلب الجنين وانقطاع كبير للمشيمة. حيث يغيب النشاط قلب الجنين عند الفحص بالموجات فوق الصوتية.
- وقف تقلصات الرحم.
- معاينة الجنين خارج الرحم (عادة ما يحدث فقط مع، تمزق كامل كبير). الجنين محتمل أن يكون متوفي في هذه المرحلة.
- علامات الحمل في البطن.

## المصدر
تمزق الرحم